# Пенчера
Пенчера — река в России, протекает в Белохолуницком районе Кировской области. Устье реки находится в 22 км по левому берегу реки Сома. Длина реки составляет 11 км.
Исток реки в лесном массиве в 21 км к юго-западу от города Белая Холуница. Река течёт на север по ненаселённому лесу. Впадает в Сому у нежилой деревни Лимоны.

## Данные водного реестра
По данным государственного водного реестра России относится к Камскому бассейновому округу, водохозяйственный участок реки — Вятка от истока до города Киров, без реки Чепца, речной подбассейн реки — Вятка. Речной бассейн реки — Кама.
По данным геоинформационной системы водохозяйственного районирования территории РФ, подготовленной Федеральным агентством водных ресурсов:
- Код водного объекта в государственном водном реестре — 10010300212111100032218
- Код по гидрологической изученности (ГИ) — 111103221
- Код бассейна — 10.01.03.002
- Номер тома по ГИ — 11
- Выпуск по ГИ — 1